# Javrezac
Javrezac és un municipi francès, situat al departament del Charente i a la regió de la Nova Aquitània. El 2021 tenia 575 habitants.